# Chrysosoma marginatum
Chrysosoma marginatum är en tvåvingeart som beskrevs av Becker 1923. Chrysosoma marginatum ingår i släktet Chrysosoma och familjen styltflugor.
Artens utbredningsområde är Sierra Leone. Inga underarter finns listade i Catalogue of Life.